# Back
Back (с англ. — «Назад») — двенадцатый альбом немецкой евродиско-группы Bad Boys Blue, вышедший в 1998 году. Композиция «You’re A Woman (Original Remix 1998)» в исполнении Джона МакИнерни. Композиция «Megamix Vol. 1» в исполнении Тревора Тэйлора, Джона МакИнерни и Эндрю Томаса; рэп-партии в исполнении Эрика Синглетона. В композиции «B By Your Side» рэп-партии в исполнении Эндрю Томаса.

## Список композиций
1. «You’re A Woman (Original Remix 1998)» (3:48)
2. «L.O.V.E. In My Car ' 98» (4:14)
3. «Don’t Break The Heart» (4:06)
4. «From Heart To Heart» (3:40)
5. «B By Your Side» (4:05)
6. «Lady In Black ' 98» (3:27)
7. «Pretty Young Girl ' 98» (3:59)
8. «From Heaven To Heartache» (3:31)
9. «Lovers In The Sand ' 98» (4:04)
10. «I Wanna Hear Your Heartbeat ' 98» (3:49)
11. «A World Without You (Michelle) ' 98» (3:22)
12. «All About You» (3:25)
13. «Come Back And Stay ' 98» (4:05)
14. «Out Of The Blue» (4:44)
15. «I Believe» (3:33)
16. «Megamix Vol. 1» (8:17)

## Высшие позиции в чартах
- Финляндия — 2 место.
- Германия — 28 место.[1]